# Falso negativo (medicina)
En Medicina es un error por el cual al realizar una exploración física o una prueba complementaria su resultado es normal o no detecta la alteración, cuando en realidad hay una enfermedad en el paciente.
| Tipos de diagnósticos | Tipos de diagnósticos | Enfermedad         | Enfermedad         |
| Tipos de diagnósticos | Tipos de diagnósticos | ausente            | presente           |
| Prueba diagnóstica    | negativa              | Verdadero negativo | Falso negativo     |
| Prueba diagnóstica    | positiva              | Falso positivo     | Verdadero positivo |

## Exploración física
La exploración física o examen físico es el conjunto de procedimientos o habilidades de la ciencia de la Semiología clínica, que realiza el médico al paciente, después de una correcta anamnesis en la entrevista clínica, para obtener un conjunto de datos objetivos o signos que estén relacionados con los síntomas que refiere el paciente. 
Una enfermedad puede tener uno o varios signos clínicos (ejemplo: signos diagnósticos de apendicitis). Despendiendo de su grado de sensibilidad y especificidad orientarán mejor o peor hacia el diagnóstico de uno o varios problemas de salud. Cuando el signo diagnóstico de la exploración física realizada al paciente indica que es negativo, pero en realidad sufre la correspondiente enfermedad, se dice en Medicina que es un falso negativo. 

## Pruebas complementarias
Un estudio complementario es una prueba diagnóstica que solicita el médico y que se realiza al paciente tras una anamnesis y exploración física, para confirmar o descartar un diagnóstico clínico.
Pruebas complementarias son: análisis clínicos, radiografías, electrocardiogramas, endoscopias, etc.
El número de falsos positivos y falsos negativos pueden determinarse mediante el denominado "punto de corte". El punto de corte no viene predeterminado ni fijado, es una separación que puede cambiar en función del fabricante de la máquina que se esté utilizando para una prueba diagnóstica o del médico que interprete los resultados de dicho análisis. Sirve para diferenciar sensibilidad y especificidad en cada caso y dependiendo de donde se ponga esta división obtendremos mayor o menor número de sujetos sanos o enfermos. Al realizar estudios de ADN el punto de corte no es aplicable, ya que en dichas pruebas, el resultado siempre será positivo o negativo. Pero para estudios en los que pueden darse uniones inespecíficas y en los que siempre puede haber una señal residual, el punto de corte nos ayuda a determinar un número de falsos positivos (FP) o de falsos negativos (FN). Siempre asumiendo que dependiendo de donde cortemos, habrá mayor número de sujetos sanos o enfermos que estamos despreciando.